# Mediothele
Mediothele Raven & Platnick, 1978 è un genere di ragni appartenente alla famiglia Hexathelidae.

## Distribuzione
Le sei specie note di questo genere sono state rinvenute in Cile: la M. australis è stata reperita nella Regione del Bío Bío.

## Tassonomia
Questo genere è stato trasferito negli Hexathelidae dalla famiglia Dipluridae a seguito di un lavoro di Raven del 1985, sugli esemplari della specie tipo rinvenuti.
Attualmente, a dicembre 2012, si compone di sei specie:
- Mediothele anae Ríos & Goloboff, 2012 — Cile
- Mediothele australis Raven & Platnick, 1978 — Cile
- Mediothele lagos Ríos & Goloboff, 2012 — Cile
- Mediothele linares Ríos & Goloboff, 2012 — Cile
- Mediothele minima Ríos & Goloboff, 2012 — Cile
- Mediothele nahuelbuta Ríos & Goloboff, 2012 — Cile